# طور إخبينة
طور إخبينة هي منطقة موجودة ما قبل التاريخ بقطاع غزة، فلسطين. كانت مأهولة بالسكان في الألفية الرابعة قبل الميلاد. قدمت الحفريات التي أجريت في القرن العشرين أدلة على التفاعلات بين الشعب الكنعاني والمصري.

## الموقع والتضاريس
تقع طور إخبينة على بعد 3 كيلومتر (1.9 ميل) إلى الداخل من ساحل غزة على البحر الأبيض المتوسط. عندما تم إنشاء الموقع في فترة ما قبل التاريخ، فمن المرجح أنه كان يقع بالقرب من مصب وادي غزة، وكان الساحل أقرب. تم تقليص الموقع بسبب التآكل على مدى آلاف السنين. حددت التحقيقات الأثرية ثلاث مناطق للنشاط (أطلق عليها المناطق أ، ب، ج في التقارير الأثرية) ضمن مساحة 3.2 هكتار (8 أكر)، كانت المنطقة أ هي الجزء المأهول الرئيسي واحتلت مساحة لا تقل عن 1.0 هكتار (2.5 أكر) ولكن من غير الواضح ما إذا كانت المناطق الثلاث جزءًا من نفس المنطقة أو ما إذا كانت المناطق ب و ج محيطية للمنطقة الرئيسية.

## تاريخها
يمكن فهم تاريخ المنطقة من خلال الحفريات الأثرية الجزئية. حددت التحقيقات أربع مراحل من الاحتلال يرجع تاريخها من خلال التأريخ بالكربون المشع إلى القرن الرابع والثلاثين قبل الميلاد، خلال العصر البرونزي المبكر الأول (الجزء الأول من العصر البرونزي المبكر) شهدت الفترة تطور المستوطنات الحضرية الأولى. تم التخلي عن المستوطنة في العصر البرونزي المبكر، على الرغم من وجود مدافن ما قبل التاريخ في طور إخبينة في وقت لاحق. تم العثور على بقايا بشرية في الموقع ويرجع تاريخها على نطاق واسع إلى العصر البرونزي المبكر الرابع أو العصر البرونزي الأوسط الأول استنادًا إلى الفخار الموجود مع المدافن (الموافق 2500/2300 قبل الميلاد - 1750 قبل الميلاد). العظام تعود لشخصين، شخص بالغ يتراوح عمره بين 20 و30 عامًا وطفل يبلغ من العمر ثلاثة أشهر. كانت ممارسات الدفن مماثلة لتلك التي وجدت في تل العجول، وهي منطقة قريبة من العصر البرونزي.
تضمنت أقدم طبقات الاحتلال في طور إخبينة، والتي يعود تاريخها إلى الألفية الرابعة قبل الميلاد، أدلة على التفاعل بين الثقافتين المصرية والكنعانية. إلى جانب الفخار المصري المستورد، اكتشف علماء الآثار مواد محلية الصنع مصنوعة بتقنيات مصرية وكنعانية، حيث استوعبت العمليات المصرية في التقنيات المحلية. افترضوا أن هناك ورشتين إما في طور إخبينة أو في المنطقة، مع مجموعات مختلفة تنتج سلعًا مختلفة.

## التحقيقات
تم التحقيق في الموقع من قبل رام جوفنا باحث في جامعة تل أبيب في عام 1977 وإليعازر أورين ويوفال يكوتيلي من جامعة بن غوريون في عام 1987، مع إجراء مسوحات للمنطقة وحفريات. تم اكتشاف الفخار في طور إخبينة في ثلاثينيات القرن العشرين وهو موجود في مجموعة متحف روكفلر للآثار. في عام 2004 تم استخدام الموقع زراعياً. منذ ذلك الحين، جرت أعمال بناء في مكان قريب، إلى جانب أعمال إزالة الألغام وتوسيع طريق صلاح الدين الذي يمر شمال غرب المنقطة.
خلال الاجتياح الإسرائيلي لقطاع غزة تأثرت المنطقة المحيطة بالقصف الجوي. في أواخر عام 2023، استخدم مشروع الآثار البحرية في غزة (GAZAMAP) صور الأقمار الصناعية لتحديد مبنى متضرر ولكن لم يتم تحديد مدى الضرر الذي لحق بالموقع الأثري.